# シンモエダケ
シンモエダケとは、日本のサラブレッド競走馬である。1972年に中央競馬の重賞を2勝した。

## 来歴
管理調教師の田之上勲によって馬格の良さを認められ、「400万（円）ぐらい」で馬主に買われた。母ハクニシキは1960年の優駿牝馬（オークス）3着馬であり、田之上も桜花賞よりはオークス向きの馬と評価していた。

### 1971年
田之上幸男を鞍上に据え、1971年7月17日、新馬戦（小倉競馬場、以下小倉）でデビューし、芝1000メートルを58秒9のレコードタイムで勝利。8月8日の鎮西3歳ステークス（小倉）も勝利した。そして、藤岡範士に乗り替わった9月26日のオープン（阪神競馬場、以下阪神）も勝ち3連勝。この一戦後しばらく、藤岡が主戦騎手を務めることになる。
10月10日のデイリー杯3歳ステークス（現 デイリー杯2歳ステークス、阪神）では2番人気に支持されたが、最後の直線で馬場の悪い最内に入って脚をとられ4着。その後、11月6日の紅葉杯（京都競馬場、以下京都）を勝利。このあと風邪をひき、11月23日の京都3歳ステークス（京都）4着を経て、12月12日の阪神3歳ステークス（阪神）に出走。2番人気に支持された。レースは、1600メートル、1分35秒1のレコード勝ちを収めたヒデハヤテに8馬身の差をつけられたものの2着を確保した。

### 1972年・1973年
1972年、前年より関東地区で流行していた馬インフルエンザの影響により、関東地区の中央競馬の開催が2か月間も開催されない事態が生じたことから、4歳（旧馬齢）クラシック戦線の日程が大幅に変更となり、例年よりもステップレースの期間が長くなったが、シンモエダケは丈夫であったことと「馬が元気なうちは使う」という厩舎の方針から休まずレースを使われた。
1月4日の紅梅賞（京都）を制し、続く1月23日のシンザン記念（京都）では1番人気に支持され、2着のランドジャガーに4分の3馬身差をつけ、重賞初勝利を挙げた。さらに、この一戦だけは田之上の騎乗となった2月26日のオープン（阪神）でも人気に応えて勝った。続く4月9日の毎日杯（阪神）でも1番人気に支持されたものの、不良馬場で勝ち馬のユーモンドに8馬身半差をつけられる3着と完敗したが、4月30日の阪神4歳牝馬特別（現在のフィリーズレビュー、京都）では単勝オッズ1.2倍の1番人気に応えて勝ち、例年より1か月半ほど遅い開催となった5月21日の桜花賞（阪神）でも堂々1番人気に支持された。しかし、逃げるキョウエイグリーンが4ハロンを45秒台で通過するという速いペースについていけず、3コーナー付近で鞍上の手が動くという苦しい展開を強いられたことから7着に終わった。なお、勝ったのは同じ田之上勲厩舎のアチーブスターであった。その後、6月11日の4歳牝馬特別（現在のフローラステークス、東京競馬場）に出走したが、ここでも7着に終わった。優駿牝馬は出走を回避した。
秋シーズンは10月10日のオープン（阪神）から始動したが12着と大敗。続く10月29日の京都牝馬特別（現在の京都牝馬ステークス、京都）でも6着に終わった。11月19日のビクトリアカップ（京都）では3番人気となったが、アチーブスターに約2馬身差の3着。続く12月17日の阪神牝馬特別（現在の阪神牝馬ステークス、阪神）でも3着となった。
1973年は金杯（現在の京都金杯、京都）から始動したが8着に終わった。また藤岡の鞍上はこの一戦が最後となった。その後は田之上が手綱を執り5戦したが1度も勝てず、出走予定だった7月15日の小倉日経賞（小倉）を取り消しになったのを最後に、競走馬生活にピリオドを打った。その後、繁殖牝馬となった。

## 血統表
| シンモエダケの血統                 | シンモエダケの血統            | シンモエダケの血統       | （血統表の出典）     | （血統表の出典） |
| 父系                               | ナスルーラ系                  | ナスルーラ系             | ナスルーラ系         | [ § 2 ]          |
| 父 シプリアニ Cipriani 1958 黒鹿毛 | 父の父Never Say Die 1951 栗毛 | Nasrullah                | Nearco               | Nearco           |
| 父 シプリアニ Cipriani 1958 黒鹿毛 | 父の父Never Say Die 1951 栗毛 | Nasrullah                | Mumtaz Begum         |                  |
| 父 シプリアニ Cipriani 1958 黒鹿毛 | 父の父Never Say Die 1951 栗毛 | Singing Grass            | War Admiral          | War Admiral      |
| 父 シプリアニ Cipriani 1958 黒鹿毛 | 父の父Never Say Die 1951 栗毛 | Singing Grass            | Boreale              |                  |
| 父 シプリアニ Cipriani 1958 黒鹿毛 | 父の母Carezza 1953 鹿毛       | Rockefella               | Hyperion             | Hyperion         |
| 父 シプリアニ Cipriani 1958 黒鹿毛 | 父の母Carezza 1953 鹿毛       | Rockefella               | Rockfel              |                  |
| 父 シプリアニ Cipriani 1958 黒鹿毛 | 父の母Carezza 1953 鹿毛       | Canzonetta               | Turkhan              | Turkhan          |
| 父 シプリアニ Cipriani 1958 黒鹿毛 | 父の母Carezza 1953 鹿毛       | Canzonetta               | Madrigal             |                  |
| 母 ハクニシキ 1957 鹿毛            | 母の父ハクリヨウ 1950 鹿毛    | *プリメロ Primero        | Blandford            | Blandford        |
| 母 ハクニシキ 1957 鹿毛            | 母の父ハクリヨウ 1950 鹿毛    | *プリメロ Primero        | Athasi               |                  |
| 母 ハクニシキ 1957 鹿毛            | 母の父ハクリヨウ 1950 鹿毛    | 第四バツカナムビユーチー | *ダイオライト        | *ダイオライト    |
| 母 ハクニシキ 1957 鹿毛            | 母の父ハクリヨウ 1950 鹿毛    | 第四バツカナムビユーチー | バツカナムビユーチー |                  |
| 母 ハクニシキ 1957 鹿毛            | 母の母ハクテン 1950 鹿毛      | *ステーツマン Statesman  | Blandford            | Blandford        |
| 母 ハクニシキ 1957 鹿毛            | 母の母ハクテン 1950 鹿毛      | *ステーツマン Statesman  | Dail                 |                  |
| 母 ハクニシキ 1957 鹿毛            | 母の母ハクテン 1950 鹿毛      | ハイネラ                 | High Cloud           | High Cloud       |
| 母 ハクニシキ 1957 鹿毛            | 母の母ハクテン 1950 鹿毛      | ハイネラ                 | *ラウネラ            |                  |
| 母系(F-No.)                        | (FN:4-r)                      | (FN:4-r)                 | (FN:4-r)             | [ § 3 ]          |
| 5代内の近親交配                    | Blandford4×4=12.50%           | Blandford4×4=12.50%      | Blandford4×4=12.50%  | [ § 4 ]          |
| 出典                               | 1. 2. 3. 4.                   | 1. 2. 3. 4.              | 1. 2. 3. 4.          | 1. 2. 3. 4.      |